# Myenty Abena
Myenty Abena (Paramaribo, 12 december 1994) is een Nederlands-Surinaams voetballer die doorgaans als verdediger speelt.

## Carrière
Myenty Abena doorliep de jeugdopleiding van FC Utrecht en zat in de seizoenen 2013/14 en 2015/16 enkele malen op de bank bij het eerste elftal. In het seizoen 2016/17 debuteerde Jong FC Utrecht in het betaalde voetbal, te weten in de Eerste divisie. Bij Jong FC Utrecht maakte Abena zijn debuut in het betaalde voetbal, namelijk op 26 augustus 2016. Dit gebeurde in de met 2-0 verloren uitwedstrijd tegen Jong PSV, waarin hij na de rust vervangen werd door Rodney Sneijder.
In de zomer van 2017 stapte hij over naar De Graafschap. Met deze club promoveerde hij in 2018 via de nacompetitie naar de Eredivisie. Daar kwam hij in het seizoen 2018/2019 een stuk minder aan bod en in januari 2019 mocht hij transfervrij vertrekken naar het Slowaakse FC Spartak Trnava. Met deze club won hij de Slovenský Pohár 2019. Na een half jaar vertrok hij naar de regerend kampioen van Slowakije, Slovan Bratislava.
Sinds 2023 speelt hij voor de Hongaarse club Ferencvárosi TC en won in 2024 met hen de landstitel. Medio 2024 ging hij naar Spartak Moskou waar hij zijn eerdere trainer bij Ferencváros Dejan Stanković trof.

### Statistieken
| Seizoen                     | Club              | Land           | Competitie     | Competitie | Competitie | Beker | Beker | Internationaal | Internationaal | Overig | Overig | Totaal | Totaal |
| Seizoen                     | Club              | Land           | Competitie     | Wed.       | Dlp.       | Wed.  | Dlp.  | Wed.           | Dlp.           | Wed.   | Dlp.   | Wed.   | Dlp.   |
| --------------------------- | ----------------- | -------------- | -------------- | ---------- | ---------- | ----- | ----- | -------------- | -------------- | ------ | ------ | ------ | ------ |
| 2013/14                     | FC Utrecht        | Nederland      | Eredivisie     | 0          | 0          | 0     | 0     | 0              | 0              | –      | –      | 0      | 0      |
| 2015/16                     | FC Utrecht        | Nederland      | Eredivisie     | 0          | 0          | 0     | 0     | –              | –              | 0      | 0      | 0      | 0      |
| 2016/17                     | FC Utrecht        | Nederland      | Eredivisie     | 0          | 0          | 0     | 0     | –              | –              | 0      | 0      | 0      | 0      |
| 2016/17                     | Jong FC Utrecht   | Nederland      | Eerste divisie | 33         | 2          | –     | –     | –              | –              | –      | –      | 33     | 2      |
| 2017/18                     | De Graafschap     | Nederland      | Eerste divisie | 27         | 0          | 1     | 0     | –              | –              | 3      | 0      | 31     | 0      |
| 2018/19                     | De Graafschap     | Nederland      | Eredivise      | 12         | 0          | 1     | 1     | –              | –              | 0      | 0      | 13     | 1      |
| 2018/19                     | FC Spartak Trnava | Slowakije      | Fortuna Liga   | 14         | 0          | 4     | 0     | –              | –              | –      | –      | 18     | 0      |
| 2019/20                     | Slovan Bratislava | Slowakije      | Fortuna Liga   | 15         | 2          | 3     | 0     | 13             | 1              | –      | –      | 31     | 3      |
| Carrièretotaal              | Carrièretotaal    | Carrièretotaal | Carrièretotaal | 101        | 4          | 9     | 1     | 13             | 1              | 3      | 0      | 126    | 6      |
| Bijgewerkt op 22 april 2020 |                   |                |                |            |            |       |       |                |                |        |        |        |        |